# 宇都宮の歌
「宇都宮の歌」（うつのみやのうた）は、栃木県宇都宮市が制定した市歌である。作詞・西條八十、作曲・古賀政男。

## 解説
1956年（昭和31年）の市制60周年記念事業として宇都宮市教育委員会と宇都宮商工会議所が合同で市歌と市民音頭の制定を企画し、このうち市歌は「歌が市民に親しまれることで、市民の心に郷土愛や連帯感、きずなを生み、まちづくりの契機とする」ことが制定意義とされている。自治体歌の多くで採られる歌詞の懸賞募集は実施しておらず、市歌・市民音頭のいずれも日本コロムビアへの依頼により作成され、11月17日付で制定告示が行われた。
コロムビアでは制定時に岡本敦郎と安西愛子が歌う「宇都宮の歌」をA面、島倉千代子と山中ひろしが歌う「宇都宮音頭」（作詞：野村俊夫、作曲：船村徹）をB面に吹き込んだSP盤（規格品番：PR1633）を製造しており、1979年（昭和54年）には同内容のシングル盤（規格品番：PRE-1479-CP）が再発された。
宇都宮市役所では15時を知らせる庁内放送で市歌を演奏しており、市内の小・中学校にCDを配布して児童・生徒への歌唱指導を行っている。

## 備考
宇都宮市は平成の大合併において河内郡河内町と上河内町を編入合併したが、両町とも町民音頭のみを制定していた。宇都宮地域合併協議会では2町の町民音頭をそれぞれの地域で継承することを条件として「宇都宮市の制度に統一する」と取り決められ、従来通り「宇都宮の歌」が市歌として使用されている。